# Caio César Alves dos Santos
Caio Cesar Alves dos Santos (Mirandópolis, 29 mei 1986) is een Braziliaanse middenvelder die sinds de zomer van 2013 uitkomt voor de Zwitserse club Grasshoppers Zürich. Caio, zoals hij als voetballer wordt genoemd, kwam eerder uit voor de Braziliaanse clubs Internacional, Grêmio Barueri-SP, Palmeiras en het Duitse Eintracht Frankfurt.
2 Abels ·
3 Decarli ·
4 Tobers ·
6 Abrashi ·
7 Ndenge ·
8 Kittel ·
9 Muci ·
10 Morandi ·
11 Schürpf ·
14 Matam ·
15 Seko ·
16 Persson ·
17 Verón Lupi ·
18 Lee ·
19 Choinière ·
20 Maurin ·
21 Mabil ·
22 Schmitz ·
24 Kempter ·
25 Bojang ·
27 Abubakar ·
26 Paskotsi ·
28 Stroscio ·
29 Kuttin ·
50 Seji ·
52 Marques ·
53 Meyer ·
55 Nigg ·
57 Zukaj ·
71 Hammel ·
73 Hoxha ·
77 de Carvalho ·
99 Babunski ·
Coach: Oral